# Serpentinitsteinbruch Oberwald

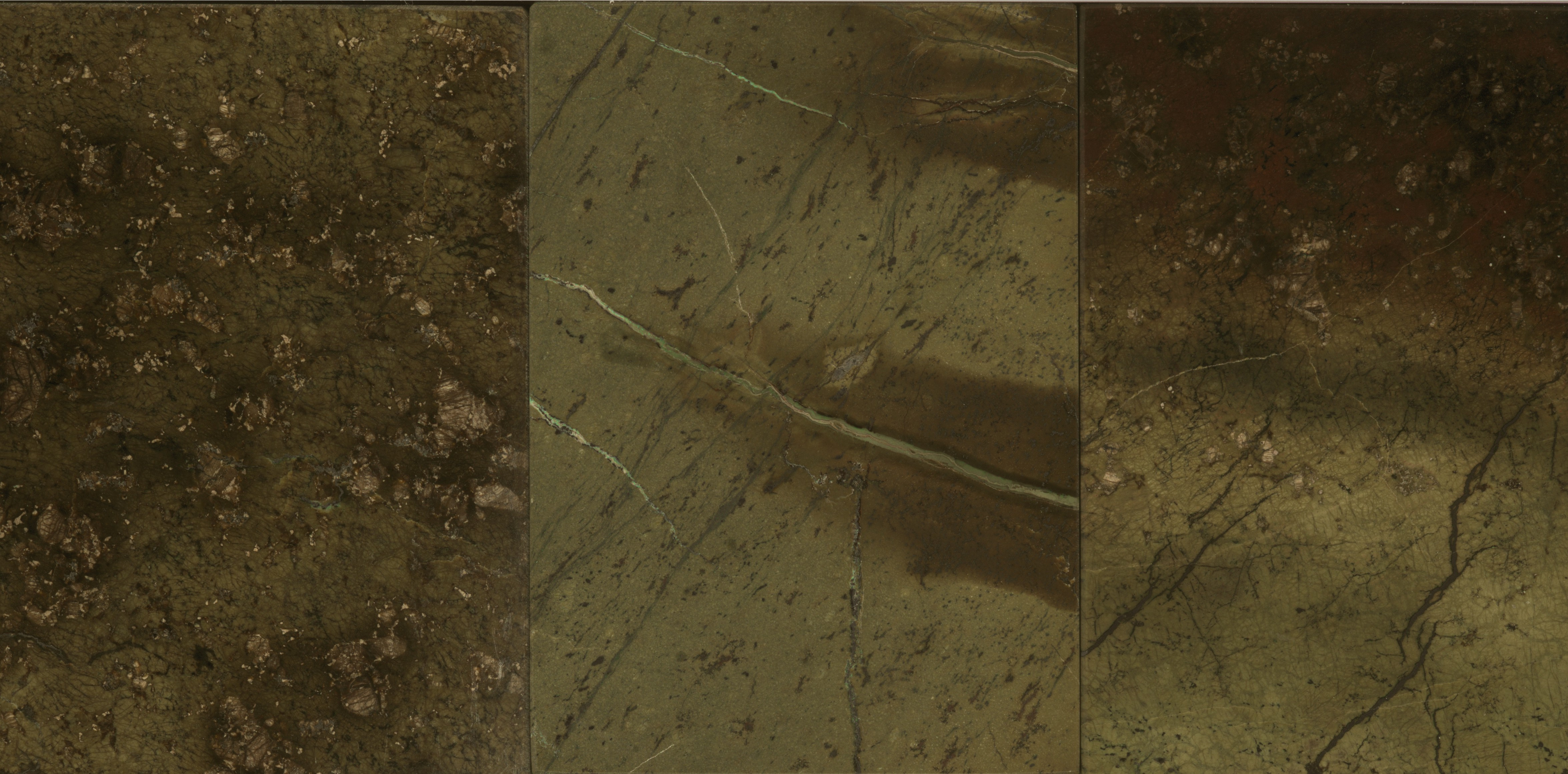
Drei Referenzmuster des Serpentinits aus dem Steinbruch am Steinberg

Der Serpentinitsteinbruch Oberwald ist ein stillgelegter Steinbruch in der Gemarkung Waldenburger Oberwald der Großen Kreisstadt Hohenstein-Ernstthal im sächsischen Landkreis Zwickau.

## Lage

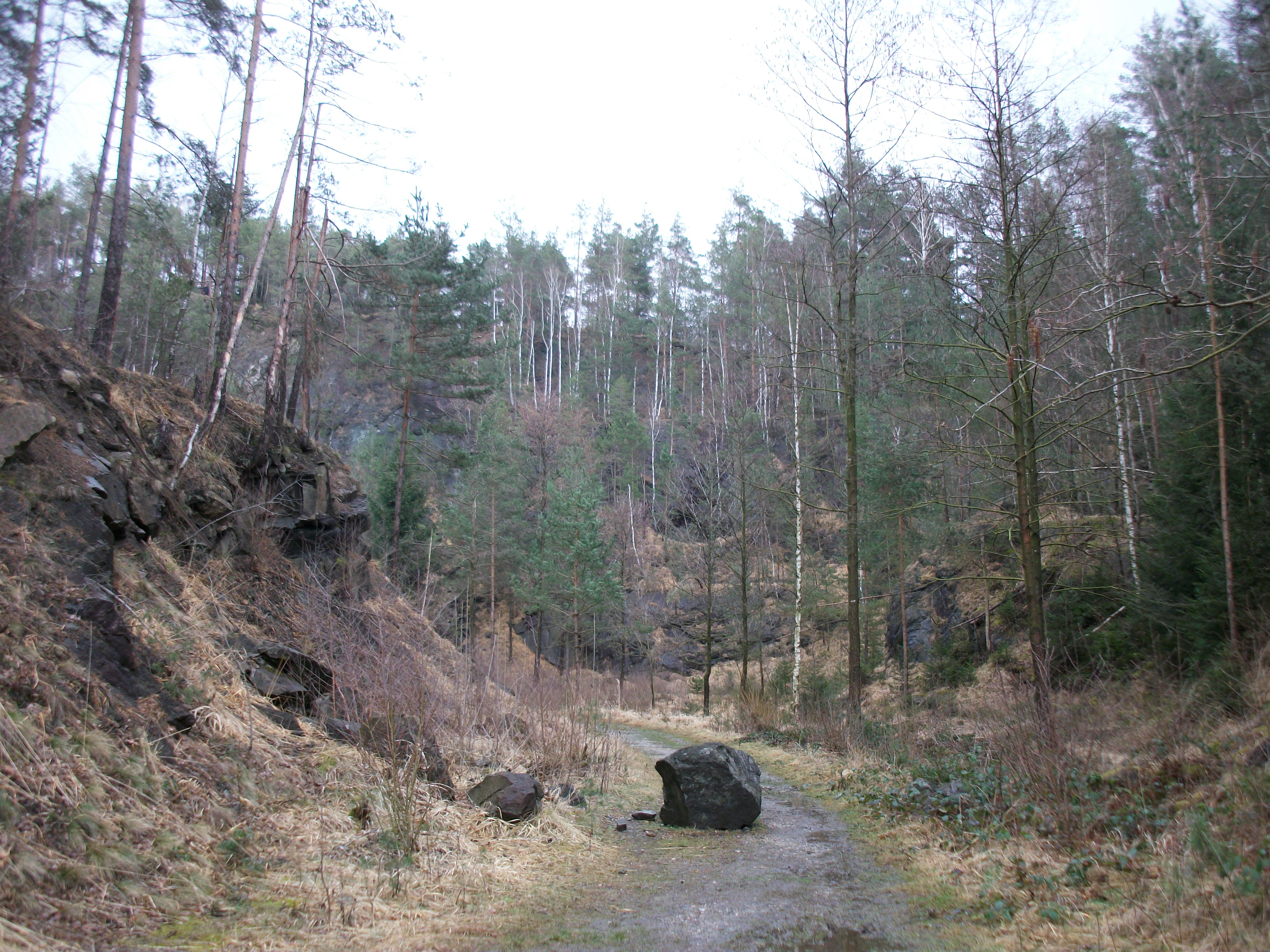
Serpentinitsteinbruch Oberwald

Das heutige Flächennaturdenkmal liegt nördlich von Hohenstein-Ernstthal im Waldgebiet Goldforst (auch als Oberwald bezeichnet), im Tal des Pechgrabens. Westlich befindet sich der Stausee Oberwald, östlich die 484 Meter hohe Langenberger Höhe, welche am östlichen Rand der an den Goldforst grenzenden Siedlung Fichtenthal aufsteigt. In der unmittelbaren Umgebung des stillgelegten Serpentinitsteinbruchs liegen der 401 Meter hohe Steinberg und der 369 Meter hohe Kiefernberg mit einem ehemaligen Erkundungsstollen, welcher heute als Karl-May-Höhle bekannt ist.

## Geschichte
Bei bergmännischen Erkundungsarbeiten wurden im Oberwald vermutlich ab dem 17. Jahrhundert mehrere Stolln aufgefahren. Gesucht wurde dabei vor allem nach Eisenerz; gefunden wurde Serpentinit. Ein Steinbruch wurde jedoch erst 1906 durch Arbeiter der Zöblitzer Serpentinbrüche aufgeschlossen. Das abgebaute Material fuhr man mit der Eisenbahn nach Zöblitz, da dort die Verarbeitungsindustrie beheimatet war. Das Serpentinit aus dem Oberwald eignete sich auf Grund seiner Äderung, Festigkeit und guten Drehbarkeit hervorragend für die Herstellung kunstgewerblicher Artikel wie z. B. Vasen, Dosen und Schreibtischgarnituren. Es wurde auch als architektonisches Gestaltungselement verwendet, wie beispielsweise bei den Altarfüßen der Hohensteiner Sankt-Christophori-Kirche. In den 1930er-Jahren wurde das Material zunehmend für bauliche Zwecke benötigt, unter anderem für den Reichsautobahnbau zwischen Dresden und Meerane, heute Bundesautobahn A4. Ab 1945 wurde der Abbau verringert und 1972 ganz eingestellt.
Der ehemalige Steinbruch ist heute ein Flächennaturdenkmal. Er gehört zum Landschaftsschutzgebiet „Pfaffenberg–Oberwald“.